# Xylosteini
Los xilosteínos (Xylosteini) son una tribu de coleópteros crisomeloideos de la familia Cerambycidae.

## Géneros
Tiene los siguientes géneros:
- Caraphia - Centrodera - Formosotoxotus - Leptorhabdium - Noctileptura - Palaeoxylosteus - Pseudoxylosteus - Xylosteus